# الشوق (فلم)
الشوق  فيلم مصري من إنتاج سنة 2011 من إخراج خالد الحجر وتأليف سيد رجب وبطولة كل من سوسن بدر وروبي وأحمد عزمي.

## أحداث الفيلم
تدور أحداث الفيلم من خلال أسرة فقيرة في مدينة الإسكندرية، وبعد معرفة الأم «فاطمة» باحتياج ابنها الأصغر لغسيل كلى أسبوعي يحتاج 300 جنية، وعدم امتلاك الأسرة أموال كافية لذلك، تسافر للقاهرة كي تتسول بعيداً عن موطنها الأصلي، وبعد أن تجمع أموالاً كافية تعود لتكتشف وفاة الابن، فتقرر حماية ابنتيها «شوق» و«عواطف» من الفقر فتعود للقاهرة مستمرة في التسول لتجمع لهم مزيداً من الأموال كي تبتعد بهم عن الحارة المليئة بالفساد.

## طاقم التمثيل
- سوسن بدر
- روبي
- أحمد عزمي
- محمد رمضان
- مريهان مجدي
- أحمد كمال
- سيد رجب
- دعاء طعيمة
- ميرهان حسين
- سلوى محمد علي
- ماهر سليم
- منحة زيتون

## روابط خارجية
- مقالات تستعمل روابط فنية بلا صلة مع ويكي بيانات